# موغنس كروغ
موغنس كروغ (بالدنماركية: Mogens Krogh) (مواليد 31 أكتوبر 1963) هو لاعب كرة قدم. يلعب مع منتخب الدنمارك لكرة القدم. سبق له أن لعب في كأس العالم لكرة القدم مع منتخب بلاده.

## روابط خارجية
- موغنس كروغ على موقع الاتحاد الدولي (مؤرشف)  (الإنجليزية)
- موغنس كروغ على موقع قاعدة بيانات كرة القدم.إي يو (الإنجليزية)
- موغنس كروغ على موقع ناشيونال فوتبول تيمز (الإنجليزية)